# Bukovica Prekriška
Bukovica Prekriška is een plaats in de gemeente Krašić in de Kroatische provincie Zagreb. De plaats telt 41 inwoners (2001).